# Хуна (Дагестан)
Хуна́ (лак. Хъунайми) — село в Лакском районе Дагестана. Административный центр Хунинского сельсовета.

## География
Село находится на правом берегу реки Хунних (бассейн реки Казикумухское Койсу), на расстоянии 4 км к востоку от села Кумух, административного центра района.

## Население
| 1895 | 1926 | 1939 | 1970 | 1989 | 2002 | 2010 |
| ---- | ---- | ---- | ---- | ---- | ---- | ---- |
| 456  | ↘385 | ↗426 | ↘178 | ↘161 | ↘108 | ↗180 |
| 2021 |      |      |      |      |      |      |
| ↘174 |      |      |      |      |      |      |